# Sandro Quintarelli
Sandro Quintarelli, né le 23 septembre 1945 à Fane di Negrar (Vénétie), est un coureur cycliste italien, professionnel de 1969 à 1977. 
Il a été directeur sportif de l'équipe Carrera de 1988 à 1995.

## Palmarès
- 1965
  - Grand Prix de Casaleone
- 1967
  - Medaglia d'Oro Fiera di Sommacampagna
- 1968
  - 3e du Tour du Frioul-Vénétie julienne

## Résultats sur les grands tours

### Tour de France
2 participations
- 1971 : 85e
- 1975 : non-partant (15e étape)

### Tour d'Italie
7 participations
- 1969 : 80e
- 1970 : 91e
- 1973 : 104e
- 1974 : 77e
- 1975 : 68e
- 1976 : 75e
- 1977 : 102e